# Apiocera imminuta
Apiocera imminuta is een vliegensoort uit de familie Apioceridae. De wetenschappelijke naam van de soort is voor het eerst geldig gepubliceerd in 1940 door Hardy.
De soort komt voor in Australië (New South Wales en Queensland).